# Homan Bay
Homan Bay är en vik i Kanada.   Den ligger i territoriet Nunavut, i den norra delen av landet, 3 200 km nordväst om huvudstaden Ottawa.
Trakten runt Homan Bay består i huvudsak av gräsmarker. Trakten runt Homan Bay är nära nog obefolkad, med mindre än två invånare per kvadratkilometer.